# نو یرک میلز (مینه‌سوتا)
نو یرک میلز، مینه‌سوتا (به انگلیسی: New York Mills, Minnesota) یک شهر در ایالات متحده آمریکا است که در شهرستان اوتر تیل، مینه‌سوتا واقع شده‌است.

## خصوصیات
نو یرک میلز ۳٫۳۷ کیلومترمربع مساحت و ۱٬۱۹۹ نفر جمعیت دارد و ۴۳۰ متر بالاتر از سطح دریا واقع شده‌است.